# 1992년

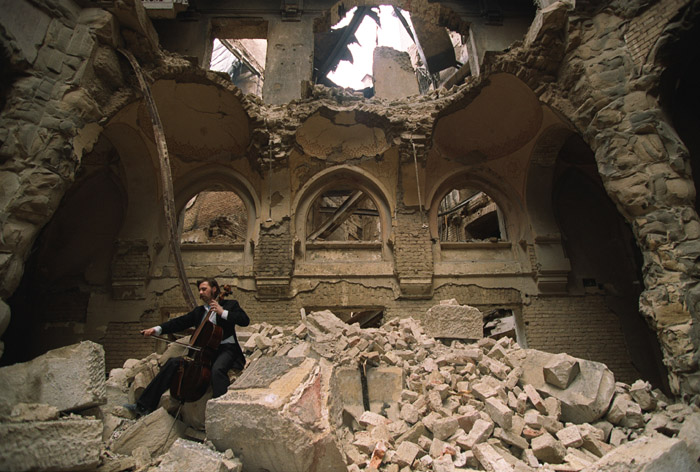
보스니아 내전으로 파괴된 도서관에서 한 첼리스트가 연주를 하고 있다.

1992년은 수요일로 시작하는 윤년이다.

## 사건
- 1월 1일 대한민국, 자본시장 개방. 외국인의 주식 매수가 허용되다. (실제 매수는 개장일인 1월 3일부터 가능)
- 1월 8일 - 위안부 문제 해결을 위해 일본 정부의 사죄와 법적 배상을 촉구하는 수요집회가 시작되다.
- 1월 10일 - 현대그룹 정주영 회장이 통일국민당을 창당하다.
- 1월 21일 - 서울신학대학교에서 입시 문제지 도난 사건이 발생해 후기 대학 입시시험 날짜를 2월 10일로 연기했다.
- 2월 1일 대한민국, 경기도 고양군이 일산 신도시 개발로 고양시로 승격되었다. 군 지역의 전부가 하나의 시로 승격된 최초의 사례다.
- 2월 7일 - 마스트리흐트 조약이 체결되다.
- 2월 13일 - 몽골이 민주주의 국가가 되었다.
- 2월 17일 - 서울특별시 송파구 올림픽체조경기장에서 열렸던 뉴 키즈 온 더 블록 내한 공연 도중 여고생 1명이 압사했다.
- 3월 2일 - 카자흐스탄, 몰도바, 키르기스스탄, 산마리노, 아르메니아, 아제르바이잔, 우즈베키스탄, 타지키스탄, 투르크메니스탄이 유엔에 가입하다.
- 3월 24일 - 대한민국 제14대 국회의원 선거가 실시되었다.
- 4월 7일 -  보스니아 내전이 발발하다.
- 4월 27일 - 유고슬라비아 사회주의 연방 공화국이 붕괴되다.
- 4월 28일 - 나지불라 정부군과 내전이 끝난지 얼마 되지 않아 무자헤딘은 분열되어 2차내전이 발발한다.
- 4월 29일 - 미국 로스엔젤레스에서 4·29 LA 폭동이 일어나다.
- 5월 22일 - 보스니아 헤르체고비나, 슬로베니아, 크로아티아가 유엔에 가입하다.
- 6월 14일 - 리우 회의가 종료됨으로써 기후변화협약에 체결하다.
- 6월 21일 - 체코슬로바키아 해체, 체코와 슬로바키아로 분리되다.
- 7월 31일
  - 조지아, 유엔에 가입하다.
  - 대한민국 서울에서 신행주대교 붕괴 사건이 일어나다.
  - 타이항공 311편 추락 사고 발생.
- 8월 24일 - 대한민국, 중화인민공화국과 수교하다.(중화민국과 단교)
- 9월 - 대한민국에서 마광수교수가 '즐거운 사라'라는 소설에 대해 외설이라는 이유로 구속되다.
- 9월 6일 - 대한민국, 조선민주주의인민공화국, 일본 여성 대표, 위안부 문제 공동대처 결의하다.
- 9월 23일 - 대한민국과 중화민국, 8월 24일 단교 후 대사관에서 완전히 철수하다.
- 9월 28일
  - 대한민국 노태우 대통령, 중국 방문해 양상쿤(楊尙昆) 주석과 사상 첫 한중정상회담
  - 파키스탄 국제항공 268편 추락 사고 발생.
- 10월 4일
  - 강원도 원주 여호와의 증인 원주 왕국회관 화재 사고 발생.
  - 엘알 이스라엘 항공 1862편 추락 사고 발생.
- 10월 9일 - 노태우 대통령은 현승종을 총리직에 앉히는 등 중립내각 개편을 단행하였다.
- 10월 12일
  - 미국, 캐나다를 연결하는 북미자유무역협정(NAFTA) 체결.
  - 대한민국 최초의 국산 잠수함 장보고급 잠수함의 2번함인 SS062 이천(1200t급) 진수.
  - 벨기에의 보두앵 1세 국왕이 대한민국을 방문하다.
- 10월 15일 - 러시아에서 안드레이 치카틸로의 연쇄 살인 52건에 대해 유죄가 확정되다.
- 10월 28일 - 대한민국 서울에서 다미선교회가 시한부종말론을 내세웠으나 그것은 정확히 불발했다.
- 11월 3일 - 빌 클린턴, 미국 대통령에 당선되다.
- 11월 24일 - 중국남방항공 3943편 추락 사고로 탑승객 141명 전원 사망.
- 12월 18일 - 14대 대통령 선거에서 민주자유당의 김영삼이 당선되다.
- 12월 22일 - 대한민국과 베트남이 공식 수교를 재개하다.
- 12월 29일 - 양평 일가족 생매장 사건의 주범 윤용필 등 흉악범 9명에 대한 사형이 집행되었다.

## 문화
- 1월
  - 대한민국 메로나 출시
  - 일본의 록 밴드 엑스, 엑스 재팬으로 그룹명 개명.
- 2월 8일 ~ 2월 23일 - 프랑스 알베르빌에서 1992년 동계 올림픽 개최.
- 3월 - 대한민국의 음악 그룹 N.EX.T데뷔.
- 3월 25일 ~ 4월 1일 - 프랑스 알베르빌에서 1992년 동계 패럴림픽 개최.
- 4월 6일 - 윈도우 3.1이 출시.
- 4월 11일- 가수 서태지와 아이들 데뷔.
- 4월 13일 - 임진왜란 발발 400주년.
- 4월 28일 - 기아자동차에서 포텐샤 출시.
- 5월 1일 - 아시아자동차공업에서 타우너 출시.
- 5월 10일 - 일본의 음악 그룹 Mr.Children 데뷔.
- 5월 22일 - 서울 지하철 2호선 신정지선 신도림역 ~ 양천구청역 구간이 개통되었다.
- 7월 25일 ~ 8월 9일 - 스페인 바르셀로나에서 1992년 하계 올림픽이 개최.
- 8월 9일 -  황영조 바르셀로나 올림픽 마라톤에서 금메달을 획득.
- 8월 11일 - 대한민국 최초의 인공위성인 우리별 1호 발사.
- 8월 25일 - 합동결혼식 기네스 기록 3만쌍 2000쌍 결혼이 서울 잠실종합운동장 주경기장에서 진행됨
- 9월 22일 - 기아자동차에서 세피아 출시.
- 10월
  - 대한민국의 교육부, 6차 교육과정으로 교육과정을 개정.
  - 대한민국의 음악 그룹, 철이와 미애 데뷔.
- 10월 1일 - 안양시 만안출장소와 동안출장소가 각각 만안구와 동안구로 승격.
- 10월 4일 - 정지영 감독의 《하얀 전쟁》이 일본의 제 5회 도쿄국제영화제서 최우수 작품ㆍ감독상 수상.
- 10월 14일 - KBO 리그 한국시리즈 5차전에서 롯데 자이언츠가 빙그레 이글스를 4대 2로 꺾고 시리즈 전적 4승 1패로 1984년 이후 8년만에 통산 2번째 우승을 달성하였다.
- 11월 13일 - 당대 탑스타 김완선의 은퇴 선언.
- 12월 3일 - 세마그룹 소프트웨어 설계자 닐 팹워스(Neil Papworth)에 의해 세계 최초의 휴대전화 문자메시지 서비스(SMS) 개시.
- 12월 22일 - 대한민국에서 1993학년도 학력고사 실시.
- 1992년 프로야구 한국시리즈 롯데자이언츠 우승.

## 탄생

### 1월
- 1월 1일
  - 대한민국의 배우 이상운.
  - 잉글랜드의 축구 선수 잭 윌셔.
  - 대한민국의 바둑 기사 이주형.
  - 대한민국의 레이싱 모델 이해른. (~2024년)
- 1월 2일
  - 스웨덴의 축구 선수 빅토르 클라에손.
  - 대한민국의 야구 선수 강병의.
  - 대한민국의 리그 오브 레전드 프로게이머 와치.
  - 아르헨티나의 축구 선수 파울로 가사니가.
- 1월 3일
  - 대한민국의 아나운서 박소현.
  - 대한민국의 축구 선수 금교진.
  - 대한민국의 야구 선수 김호은.
- 1월 4일
  - 대한민국의 전 리그 오브 레전드 프로게이머 호진.
  - 대한민국의 여행작가 박성호.
  - 미국의 축구 선수 크리스 브라이언트.
- 1월 5일
  - 영국의 모델 수키 워터하우스.
  - 일본의 배구 선수 후지이 나오노부.
- 1월 6일 - 코스타라카의 축구 선수 조나탄 모야.
- 1월 7일
  - 대한민국의 배우 박경순.
  - 대한민국의 트로트 가수 이찬성.
  - 스위스의 축구 선수 로리스 베니토.
- 1월 8일
  - 대한민국의 래퍼 아이언.
  - 스페인의 축구 선수 코케.
  - 대한민국의 전 축구 선수 김수진.
  - 프랑스의 배우 달리 벤살라
- 1월 9일 - 대한민국의 기상 캐스터 최현미.
- 1월 10일
  - 대한민국의 야구 선수 강민국.
  - 대한민국의 희극인 홍현호.
  - 오스트레일리아의 방송인 블레어 윌리엄스.
  - 크로아티아의 축구 선수 시메 브르살코.
  - 가나의 축구 선수 크리스천 아추.
  - 대한민국의 배우 김건우.
- 1월 11일
  - 대한민국의 래퍼 이승훈 (위너).
  - 스페인의 축구 선수 다니 카르바할.
  - 대한민국의 가수 정동환.
- 1월 12일 - 핀란드의 크로스컨트리 스키 선수 이보 니스카넨.
- 1월 13일
  - 콜롬비아의 축구 선수 산티아고 아리아스.
  - 대한민국의 배우 이상진.
  - 대한민국의 가수 민호 (샤이니).
- 1월 14일
  - 대한민국의 배우 동하.
  - 대한민국의 배우 윤다영.
  - 대한민국의 가수 서진.
- 1월 15일
  - 대한민국의 전직 스타크래프트 프로게이머 이경민.
  - 노르웨이의 축구 선수 조슈아 킹.
  - 네델란드의 축구 선수 요옐 펠트만.
- 1월 16일
  - 대한민국의 희극인 윤승현.
  - 대한민국의 희극인 이은지.
  - 아일랜드의 축구 선수 맷 도허티.
- 1월 17일
  - 대한민국의 발레 무용수 김희선. (~2022년)
  - 대한민국의 탁구 선수 이현.
  - 브라질의 축구 선수 페드루 엔리케 올리베이라.
  - 일본의 야구 선수 요시다 에리.
- 1월 18일
  - 대한민국의 아나운서 조은지.
  - 대한민국의 방송인, 아나운서 허송연.
- 1월 19일
  - 대한민국의 축구 선수 김태훈.
  - 미국의 배우 로건 러먼.
- 1월 20일
  - 대한민국의 탁구 선수 정영식.
  - 튀르키예의 축구 선수 괴크한 퇴레.
- 1월 21일
  - 대한민국의 성우 우성은.
  - 대한민국의 아나운서 송유라.
- 1월 22일
  - 대한민국의 치어리더 정유민.
  - 대한민국의 축구 선수 김관철.
  - 카메룬의 축구 선수 뱅상 아부바카르.
- 1월 23일
  - 아일랜드의 배우 잭 레이너.
  - 대한민국의 가수 박지연 (글램).
  - 일본의 성우,가수 치스가 하루카.
  - 대한민국의 자전거 경기 선수 이혜진.
  - 가봉계 스웨덴의 축구 선수 세르주주니오르 마르틴손 은갈리.
- 1월 24일
  - 대한민국의 배우,모델 박선임.
  - 중국의 아이돌 펑신둬.
  - 대한민국의 아나운서 박철규.
- 1월 25일
  - 대한민국의 아나운서 오효주.
  - 크로아티아-독일 축구 선수 이바나 루델리치.
  - 대한민국의 가수 마린.
- 1월 26일
  - 미국의 프로레슬러 사샤 뱅크스.
  - 독일의 축구 선수 마르빈 플라텐하르트.
  - 조선민주주의인민공화국의 탁구 선수 리명순.
- 1월 27일 - 대한민국의 연극배우 김형석.
- 1월 28일
  - 대한민국의 배우 김태훈.
  - 튀니지의 축구 선수 우사마 하다디.
- 1월 29일
  - 대한민국의 전 축구 선수 김태훈.
  - 브라질의 축구 선수 펠리피뉴.
  - 대한민국의 전직 스타크래프트 프로게이머 황희두.
- 1월 30일 - 대한민국의 미스코리아 유예빈.
- 1월 31일
  - 중국의 배우 저우둥위.
  - 대한민국의 축구 선수 권경원.
  - 프랑스의 축구 선수 부나 사르.
  - 덴마크의 가수 크리스토퍼.
  - 대한민국의 전 스타크래프트 프로게이머 김동현.

### 2월
- 2월 1일
  - 일본의 배우 이치미치 마오.
  - 대한민국의 사격 선수 배상희.
- 2월 2일
  - 대만의 야구 선수 궈쥔린.
  - 대한민국의 유튜버 곽튜브.
  - 대한민국의 전 카트라이더 프로게이머 박인재.
- 2월 3일
  - 대한민국의 배우 표예진.
  - 일본의 축구 선수 대니얼 슈밋.
- 2월 4일
  - 대한민국의 모델 황현주.
  - 미국의 모델 해나 스토킹.
  - 쿠바의 유도 선수 안디 그란다.
- 2월 5일
  - 브라질의 축구 선수 네이마르.
  - 대한민국의 태권도 선수 이대훈.
  - 이라크의 축구 선수 아흐메드 이브라힘 칼라프.
  - 대한민국의 배우 김지안.
  - 중국의 리듬체조 선수 덩썬웨.
  - 네델란드의 축구 선수 스테판 더 프레이.
- 2월 6일
  - 대한민국의 핸드볼 선수 정유라.
  - 대한민국의 야구 선수 김진웅.
- 2월 7일
  - 일본의 가수 야지마 마이미 (℃-ute).
  - 스페인의 축구 선수 세르지 로베르토.
  - 대한민국의 전 리그 오브 레전드 프로게이머 로코도코.
  - 대한민국의 희극인 임성욱.
  - 대한민국의 인터넷 방송인 이설.
  - 프랑스의 가수, 싱어송라이터 제인.
- 2월 8일
  - 대한민국의 축구 선수 김도혁.
  - 대한민국의 축구 선수 윤평국.
  - 잉글랜드의 축구 선수 칼 젱킨슨.
  - 대한민국의 축구 선수 강시훈.
- 2월 9일
  - 대한민국의 미스코리아, 배우, 방송인 임하늘.
  - 대한민국의 치어리더 이아영.
- 2월 10일
  - 일본의 가수 나카가와 하루카 (JKT48).
  - 대한민국의 희극인 조충현.
  - 대한민국의 전직 스타크래프트 프로게이머 김현우..
- 2월 11일
  - 대한민국의 가수, 배우 김동준 (제국의 아이들).
  - 미국의 배우 테일러 로트너.
  - 일본의 배우 키시이 유키노.
- 2월 12일 - 대한민국의 유튜버 빅민.
- 2월 13일
  - 대한민국의 인터넷 방송인 진용진.
  - 대한민국의 야구 선수 이케빈.
  - 대한민국의 축구 선수 임창우.
- 2월 14일
  - 대한민국의 배우 겸 모델 강다빈.
  - 대한민국의 배우 이주영.
  - 대한민국의 가수 유정 (라붐).
  - 덴마크의 축구 선수 크리스티안 에릭센.
  - 영국의 배우 프레디 하이모어.
- 2월 15일 - 대한민국의 가수 래환 (빅스타).
- 2월 16일 - 대힌민국의 배우 이규성.
- 2월 17일
  - 사우디아라비아의 축구 선수 모타즈 하우사위.
  - 대한민국의 리그 오브 레전드 프로게이머 라일락.
  - 미국의 배우, 가수 메건 제트 마틴.
- 2월 18일
  - 대한민국의 전직 스타크래프트 프로게이머 이예훈.
  - 중국의 배우 야오왕.
- 2월 19일 - 일본의 가수 쿠와바라 미즈키 (SKE48).
- 2월 20일
  - 대한민국의 축구 선수 김상원.
  - 대한민국의 야구 선수 오태선.
  - 대한민국의 성우 이은조.
- 2월 21일
  - 대한민국의 가수 양다일.일본의 축구 선수 후지타 노조미.
  - 잉글랜드의 축구 선수 필 존스.
- 2월 22일
  - 대한민국의 레이싱 모델 박하.
  - 대한민국의 야구 선수 딕슨 마차도.
  - 대한민국의 싱어송라이터 우디.
- 2월 23일
  - 브라질의 축구 선수 카제미루.
  - 오스트레일리아의 배우 서마라 위빙.
  - 그리스의 축구 선수 키리아코스 파파도풀로스.
  - 호주의 배우 서마라 위빙.
- 2월 24일
  - 대한민국의 축구 선수 이종호.
  - 그리스의 축구 선수 니콜라오스 카렐리스.
  - 대한민국의 야구 선수 오윤석.
  - 아프리카의 유튜브 임다.
- 2월 25일
  - 대한민국의 탁구 선수 김민석.
  - 대한민국의 야구 선수 박민호.
- 2월 26일
  - 대한민국의 래퍼 필독 (빅스타, 유앤비).
  - 일본의 배우 시노자키 아이.
  - 일본의 만화가 아쿠타미 게게.
- 2월 27일
  - 대한민국의 아나운서 김종현.
  - 대한민국의 축구 선수 김민혁.
  - 잉글랜드의 축구 선수 존조 셸비.
  - 잉글랜드의 축구 선수 칼럼 윌슨.
- 2월 28일
  - 대한민국의 가수 건지 (가비엔제이).
  - 멕시코의 축구 선수 나옐리 랑헬.
  - 대한민국의 래퍼 나플라.
  - 대한민국의 가수, 배우, 방송인 추혁진.
  - 대한민국의 축구 선수 문미라.
- 2월 29일
  - 대한민국의 사업가, 인터넷 방송인 사나고.
  - 프랑스의 축구 선수 사피르 슬리티 타이데르.
  - 대한민국의 가수, 유튜버 홍정오.
  - 미국의 배우 제시 어셔.

### 3월
- 3월 1일
  - 대한민국의 배우 김소혜.
  - 세네갈의 축구 선수 에두아르 멘디.
- 3월 2일
  - 대한민국의 야구 선수 김태훈.
  - 대한민국의 축구 선수 김진영.
  - 잉글랜드의 배우 메이지 리처드슨셀러스.
- 3월 3일
  - 브라질의 축구 선수 페르난두 루카스 마르칭스.
  - 스위스의 사격 선수 얀 로흐빌러.
  - 일본의 배우 우사 미하루.
  - 일본의 야구 선수 하라구치 후미히토.
  - 오스트레일리아의 배우 조디 루커스.
  - 중국의 배우 저우둥위.
- 3월 4일
  - 독일의 축구 선수 베른트 레노 (바이어 04 레버쿠젠).
  - 대한민국의 가수 오태하 (스피드).
  - 대한민국의 아나운서 곽민선.
  - 아르헨티나의 축구 선수 에리크 라멜라.
  - 대한민국의 레이싱 모델 한유리.
- 3월 5일 - 대한민국의 가수 메리애플.
- 3월 6일
  - 일본의 가수 츠구나가 모모코 (Berryz코보).
  - 대한민국의 성우 곽규미.
  - 대한민국의 배우 오아연.
  - 일본의 가수 츠구나가 모모코.
  - 일본의 축구 선수 미하시 다쿠야.
- 3월 7일
  - 대한민국의 가수 임현식 (비투비).
  - 대한민국의 축구 선수 윤일록.
  - 대한민국의 축구 선수 손세범.
  - 대한민국의 레이싱 모델 진유리.
  - 대한민국의 아나운서 정유현.
- 3월 8일
  - 대한민국의 야구 선수 문우람.
  - 대한민국의 야구 선수 박계현.
- 3월 9일 - 대한민국의 축구 선수 김종필.
- 3월 10일
  - 대한민국의 축구 선수 안진범.
  - 대한민국의 축구 선수 최오백.
  - 대한민국의 축구 선수 최호주.
  - 대한민국의 가수 최정훈.
- 3월 11일
  - 일본의 성우 토야마 나오.
  - 대한민국의 야구 선수 오준혁.
  - 대한민국의 농구 선수 김규희.
  - 대한민국의 가수 체스카 (피에스타).
  - 잉글랜드의 배우, 모델 사샤 파킨슨.
- 3월 12일 - 대한민국의 온라인콘텐츠창작가 쿙이.
- 3월 13일
  - 대한민국의 가수 엘 (인피니트).
  - 영국의 배우 카야 스코델라리오.
  - 잉글랜드의 배우 조지 매카이.
  - 미국의 래퍼 카마이야.
- 3월 14일 - 대한민국의 골퍼 이예슬.
- 3월 15일 - 대한민국의 래퍼 짱유.
- 3월 16일
  - 대한민국의 배우 김미수. (~2022년)
  - 대한민국의 육상 선수 최경선.
- 3월 17일
  - 대한민국의 가수 박대원 (매드타운, 유앤비).
  - 영국의 배우 존 보예가.
- 3월 18일
  - 대한민국의 레이싱 모델 신해리. (~2024년)
  - 일본의 가수 테라다 타쿠야 (크로스진).
  - 튀니지의 축구 선수 페르자니 사시.
- 3월 19일 - 대한민국의 씨름 선수 최성환.
- 3월 20일
  - 대한민국의 가수 산들 (B1A4).
  - 대한민국의 뮤지컬 배우 정우연.
  - 일본의 축구 선수 후타미 히로시.
- 3월 21일
  - 대한민국의 가수 허영주 (더 씨야, 리얼걸프로젝트).
  - 일본의 배우 미즈사와 에레나.
  - 스페인의 축구 선수 조르디 아마트.
- 3월 22일 - 대한민국의 야구 선수 박정준.
- 3월 23일
  - 대한민국의 현직 아나운서 김빅토리아노.
  - 미국의 농구 선수 카이리 어빙.
- 3월 24일
  - 대한민국의 배구 선수 문정원.
  - 대한민국의 전 아나운서, 현 쇼호스트 곽동휘.
  - 일본의 축구 선수 다무카이 다이키.
- 3월 25일
  - 일본의 가수 Machico.
  - 대한민국의 야구 선수 이성곤.
  - 일본의 축구 선수 야마모토 다이키.
- 3월 26일
  - 대한민국의 축구 선수 박선주.
  - 대한민국의 전 스타그래프트 프로게이머 최용주.
  - 대한민국의 가수 이화명.
- 3월 27일
  - 대한민국의 스켈레톤 선수 김은지.
  - 일본의 배우 유키 아오이.
  - 대한민국의 가수 도하.
- 3월 28일 - 대한민국의 쇼트트랙 선수 박승희.
- 3월 29일
  - 대한민국의 배우 조우리.
  - 대한민국의 야구 선수 유재혁.
- 3월 30일
  - 대한민국의 배우 주보영.
  - 대한민국의 축구 선수 윤정민.
- 3월 31일
  - 대한민국의 가수 단보.
  - 대한민국의 축구 선수 최승호.

### 4월
- 4월 1일
  - 대한민국의 아나운서, 캐스터 홍석현.
  - 캐나다의 테니스 선수 개브리엘라 더브라우스키.
  - 대한민국의 가수, 뮤지컬 배우 황진영.
- 4월 2일
  - 대한민국의 축구 선수 김태호.
  - 대한민국의 농구 선수 홍아란.
  - 대한민국의 가수 유리사.
- 4월 3일
  - 일본의 가수 오오바 미나 (SKE48).
  - 일본의 가수 야마다 나나 (NMB48).
  - 일본의 배우 사노 가쿠.
- 4월 4일
  - 미국의 배우 알렉사 니컬러스.
  - 대한민국의 가수 이윤지.
  - 독일의 농구 선수 다니엘 타이스.
- 4월 5일
  - 대한민국의 레이싱 모델 김지나.
  - 대한민국의 전 축구 선수 김현수.
  - 대한민국의 미스코리아 김나연.
- 4월 6일
  - 대한민국의 가수 허찬미.
  - 대한민국의 가수 켄 (빅스).
  - 대한민국의 축구 선수 구자룡.
  - 일본의 방송인 오오기 히토시.
  - 대한민국의 배우 이유진.
  - 대한민국의 가수 임지안.
- 4월 7일
  - 대한민국의 가수 강윤.
  - 미국의 가수 알렉시스 조던.
- 4월 8일 - 오스트 레일리아의 축구 선수 매슈 라이언.
- 4월 9일
  - 대한민국의 가수 유권 (블락비).
  - 대한민국의 축구 선수 양기훈.
- 4월 10일
  - 영국의 배우 데이지 리들리.
  - 세네갈의 축구 선수 사디오 마네.
  - 대한민국의 기상캐스터 이산하.
- 4월 11일
  - 대한민국의 배우, MC 김민지.
  - 대한민국의 연극배우 손별이.
  - 필리핀의 권투 선수 네스티 페테시오.
- 4월 12일
  - 러시아의 권투 선수 비탈리 두나이체프.
  - 이라크의 축구 선수 레빈 술라카.
  - 폴란드의 영화 감독, 영화 각본가, 저널리스트, 배우 아가타 트셰부호프스카.
- 4월 13일
  - 대한민국의 축구 선수 염강륜.
  - 대한민국의 레이싱 모델 신소향.
- 4월 14일
  - 대한민국의 래퍼 제임스 안.
  - 대한민국의 가수 보은.
  - 대한민국의 미스코리아 한지은.
- 4월 15일
  - 대한민국의 모델, 배우 이철우.
  - 대한민국의 래퍼 윤비.
  - 대한민국의 스타크래프트 프로게이머 방태수.
  - 이탈리아의 펜싱 선수 알리체 볼피.
  - 스웨덴의 축구 선수 욘 구이데티.
- 4월 16일
  - 대한민국의 배우 공성하.
  - 대한민국의 배우 김희정.
  - 대한민국의 야구 선수 김지훈.
  - 대한민국의 야구 선수 김진영.
  - 대한민국의 농구 선수 이승현.
  - 대한민국의 가수 요한. (~2020년)
  - 일본의 배우 키시다 타츠야.
- 4월 17일
  - 대한민국의 프리랜서 아나운서 박서현.
  - 독일의 축구 선수 슈코드란 무스타피.
  - 대한민국의 가수 진호.
  - 대한민국의 방송인 윤아라.
  - 대한민국의 가수 이주천.
- 4월 18일
  - 독일의 축구 선수 제니페르 머로잔.
  - 미국의 배우,가수 클로이 베넷.
  - 대한민국의 축구 선수 원창연.
- 4월 19일
  - 대한민국의 바둑 기사 김혜림.
  - 대한민국의 가수 하은.
  - 이탈리아의 축구 선수 루카 안테이.
- 4월 20일
  - 대한민국의 유도 선수 곽동한.
  - 대한민국의 배우, 미스코리아 임사랑.
  - 캐나다, 미국의 인터넷 스타, 모델, 배우 지지 고저스.
- 4월 21일
  - 스페인의 축구 선수 이스코.
  - 미국의 야구 선수 작 피더슨.
- 4월 22일
  - 대한민국의 레이싱모델 곽하윤.
  - 대한민국의 태권도 선수 이아름.
  - 대한민국의 축구 선수 이영주.
- 4월 23일
  - 대한민국의 스타그래프트 프로게이머 김성대.
  - 대한민국의 배우 조서후.
  - 미국의 래퍼 OG 마코. (~2024년)
- 4월 24일
  - 대한민국의 축구 선수 이민규.
  - 브라질의 유도 선수 하파엘라 시우바.
  - 대한민국의 배구 선수 김주하.
  - 이탈리아의 축구 선수 루카 리초.
- 4월 25일 - 대한민국의 전 축구 선수 이주현.
- 4월 26일 - 대한민국의 가수 키라라.
- 4월 27일 - 대한민국의 유튜버 코너.
- 4월 28일
  - 대한민국의 모델, 배우 김지향.
  - 일본의 성우 타나카 아이미.
  - 일본의 축구 선수 오모리 고타로.
  - 프랑스의 권투 선수 토니 요카.
  - 대한민국의 연극배우 이해인.
- 4월 29일 - 대한민국의 배구 선수 송희채.
- 4월 30일
  - 독일의 축구 선수 마르크안드레 테어 슈테겐.
  - 대한민국의 야구 선수 김호령.

### 5월
- 5월 1일
  - 대한민국의 가수 하니 (EXID).
  - 대한민국의 래퍼 G2.
  - 대한민국의 축구 선수 김원균.
  - 잉글랜드의 축구 선수 새미 아메오비.
  - 대한민국의 가수 박현호.
  - 대한민국의 유도 선수 김원진.
  - 대한민국의 배우 최민우.
- 5월 2일
  - 대한민국의 가수 선미.
  - 대한민국의 아나운서 김선재.
  - 대한민국의 연극배우 이효민.
- 5월 3일
  - 대한민국의 힙합 가수 크러쉬.
  - 대한민국의 스타크래프트 프로게이머 하재상.
  - 일본의 배구 선수 호리카와 마리.
  - 미국의 가수 벤지 (B.I.G).
- 5월 4일
  - 대한민국의 배우, 미스코리아 한승희.
  - 대한민국의 가수 이우 (매드타운).
- 5월 5일 - 미국의 모델 해나 퍼거슨.
- 5월 6일
  - 대한민국의 가수 백현 (EXO, EXO-K).
  - 일본의 배우 쿠와에 사키나
  - 대한민국의 인터넷 방송인 쁘띠허브.
  - 일본의 축구 선수 우사미 다카시.
  - 대한민국의 전 배우 김지선.
- 5월 7일 - 대한민국의 미스코리아 임지영.
- 5월 8일
  - 대한민국의 아나운서 이가은.
  - 대한민국의 뮤지컬 배우 함연지.
  - 대한민국의 바둑 기사 이원영.
  - 대한민국의 축구 선수 강태욱.
  - 미국의 모델, 배우 올리비아 컬포.
- 5월 9일 - 대한민국의 축구 선수 구대영.
- 5월 10일 - 대한민국의 축구 선수 윤주열.
- 5월 11일
  - 벨기에의 축구 선수 티보 쿠르투아.
  - 일본의 성우 아사이 아야카.
  - 스페인의 축구 선수 파블로 사라비아.
  - 대한민국의 가수 황지현.
- 5월 12일
  - 노르웨이의 바이애슬론 선수 베틀레 쇼스타 크리스티안센.
  - 대한민국의 축구 선수 손준호.
  - 독일의 축구 선수 에리크 두름.
  - 일본의 싱어송라이터 카타히라 리나.
- 5월 13일
  - 대한민국의 야구 선수 강로한.
  - 대한민국의 희극인 이창윤.
  - 대한민국의 축구 선수 조민우.
- 5월 14일
  - 대한민국의 전 아나운서 조수애.
  - 멕시코의 배우 나바 마우.
- 5월 15일
  - 대한민국의 전 스타크래프트 프로게이머 김대엽 (KT 롤스터).
  - 대한민국의 야구 선수 유창식 (한화 이글스).
- 5월 16일 - 대한민국의 전 배우 이슬하.
- 5월 17일
  - 대한민국의 전직 스타그래프트 프로게이머 윤찬희.
  - 대한민국의 기상캐스터 홍나실.
  - 이스라엘의 유도 선수 사기 무키.
- 5월 18일
  - 대한민국의 축구 선수 박성호.
  - 대한민국의 가수 혜진 (힌트).
- 5월 19일
  - 영국의 가수 샘 스미스.
  - 미국의 전자 음악가 마시멜로.
  - 대한민국의 미스코리아 김서연.
  - 잉글랜드의 배우 엘리너 톰린슨.
  - 이탈리아의 축구 선수 미켈레 캄포레세.
- 5월 20일
  - 스위스의 프리스타일 스키 선수 파니 스미스.
  - 아르헨티나의 축구 선수 헤로니모 룰리.
  - 체코의 축구 선수 바츨라프 카들레츠.
- 5월 21일
  - 대한민국의 가수 안예은.
  - 대한민국의 농구 선수 김영훈.
  - 일본의 성우 야마시타 세이이치로.
- 5월 22일 - 일본의 가수 토쿠나가 치나미 (Berryz코보).
- 5월 23일
  - 대한민국의 배우 연지해.
  - 대한민국의 전 축구 선수 김재하.
  - 대한민국의 뮤지컬 배우 서경수.
- 5월 24일
  - 대한민국의 축구 선수 김성식.
  - 미국의 대식가 맷 스토니.
  - 대한민국의 영화배우 박지아.
- 5월 25일
  - 사우디아라비아의 축구 선수 야세르 알샤흐라니.
  - 아이슬란드의 축구 선수 욘 다디 뵈드바르손.
- 5월 27일 - 콜롬비아의 축구 선수 헤이손 무리요.
- 5월 28일
  - 일본의 축구 선수 시바사키 가쿠.
  - 잉글랜드의 축구 선수 톰 캐롤.
  - 일본의 아이돌 히라지마 나츠미. (AKB48)
  - 일본의 모델, 아이돌, 배우 오카자키 치나미. (AKB48)
- 5월 29일 - 대한민국의 가수, 배우 한그루.
- 5월 30일
  - 스페인의 가수 만디 산토스.
  - 홍콩의 수영 선수 아우호이선.
- 5월 31일
  - 대한민국의 가수 기태.
  - 대한민국의 가수 Miso.

### 6월
- 6월 1일 - 대한민국의 배우 신나래.
- 6월 2일 - 대한민국의 배우 심은우.
- 6월 3일
  - 대한민국의 가수 혜이니.
  - 독일의 축구 선수 마리오 괴체.
- 6월 4일
  - 대한민국의 축구 선수 윤상호.
  - 영국의 배우 브룩 빈센트.
- 6월 5일 - 대한민국의 가수 이문형.
- 6월 6일
  - 대한민국의 래퍼 현아.
  - 일본의 전(前) 가수 무라카미 메구미 (℃-ute).
  - 러시아의 모델 사샤 루스.
- 6월 7일
  - 대한민국의 야구 선수 이현석.
  - 대한민국의 배구 선수 최은지.
- 6월 8일
  - 대한민국의 배구 선수 채선아.
  - 대한민국의 배우, 모델 김종훈.
- 6월 9일 - 대한민국의 모델 김미소.
- 6월 10일
  - 미국의 모델, 배우 케이트 업튼.
  - 웨일스의 축구 선수 리 루카스.
- 6월 11일
  - 대한민국의 프로게이머 강현우.
  - 이탈리아의 축구 선수 다비데 차파코스타.
- 6월 12일
  - 대한민국의 성우 김현욱.
  - 브라질의 축구 선수 필리피 코치뉴.
  - 대한민국의 가수 디아.
- 6월 13일
  - 대한민국의 축구 선수 김진수.
  - 대한민국의 가수 신예찬.
  - 대한민국의 성우 김채린.
- 6월 14일
  - 대한민국의 배우 박신아.
  - 대한민국의 래퍼 노스페이스갓.
- 6월 15일
  - 대한민국의 전직 스타크래프트2 프로게이머 이유석.
  - 캐나다의 프리스타일 스키 선수 마리엘 톰프슨.
  - 이집트의 축구 선수 모하메드 살라.
- 6월 16일
  - 대한민국의 축구 선수 이태희.
  - 대한민국의 힙합 투탁.
- 6월 17일
  - 대한민국의 가수 서아.
  - 중화인민공화국의 펜싱 선수 쑨이원.
- 6월 18일
  - 대한민국의 가수 셔누 (몬스타엑스).
  - 일본의 축구 선수 오카모토 다쿠야.
- 6월 19일
  - 대한민국의 만화가 232.
  - 도미니카공화국의 야구 선수 오스카르 타베라스. (~2014년)
- 6월 20일 - 대한민국의  양궁 선수 김우진.
- 6월 21일
  - 대한민국의 배우 재호.
  - 대한민국의 가수 제이셉.
  - 대한민국의 래퍼 리비도.
  - 일본의 패션 모델, 배우 오카모토 아즈사.
- 6월 22일 - 대한민국의 희극인 이가은.
- 6월 23일
  - 세네갈의 축구 선수 남팔리스 멘디.
  - 일본의 축구 선수 히라이시 나오토.
- 6월 24일
  - 오스트리아의 축구 선수 데이비드 알라바.
  - 대한민국의 스타그래프트 박준오.
  - 대한민국의 야구 선수 신세진.
  - 대한민국의 작곡가 신슬기.
- 6월 25일
  - 대한민국의 배우 박민재. (~2024년)
  - 중국 공산당의 주석인 시진핑의 딸 시밍쩌.
  - 벨기에의 축구 선수 쿤 카스테일스.
  - 미국의 배구 선수 켈시 로빈슨.
- 6월 26일
  - 대한민국의 야구 선수 박준표.
  - 대한민국의 배우 최윤라.
  - 코스타리카의 축구 선수 조엘 캠벨.
  - 미국의 싱어송라이터 제넷 매커디.
  - 일본의 배우 호리이 아라타.
  - 프랑스의 농구 선수 뤼디 고베르.
- 6월 27일
  - 대한민국의 가수, 배우 안소희. (원더걸스)
  - 일본의 여배우, 패션 모델 혼다 츠바사.
  - 대한민국의 태권도 선수 인교돈.
- 6월 28일
  - 스웨덴의 축구 선수 오스카르 힐리에마르크.
  - 대한민국의 축구 선수 정우재.
- 6월 29일
  - 대한민국의 아나운서 배소빈.
  - 일본의 가수 야카타 미키 (SKE48).
- 6월 30일
  - 대한민국의 뮤지컬 배우, 모델 나하나.
  - 카자흐스탄의 쇼트트랙 선수 아브잘 아즈갈리예프.

### 7월
- 7월 1일 - 대한민국의 작가 겸 아나운서, 앵커 한지이.
- 7월 2일 - 대한민국의 가수 할래.
- 7월 3일 - 일본의 가수 스도우 마아사 (Berryz코보).
- 7월 4일
  - 대한민국의 배우 박종찬.
  - 대한민국의 뮤지컬 배우 강혜인.
- 7월 5일
  - 대한민국의 전 스타크래프트 프로게이머 이영호 (KT 롤스터).
  - 스페인의 축구 선수 알베르토 모레노.
  - 대한민국의 가수 밀리그램.
- 7월 6일
  - 대한민국의 트로트가수 소유미.
  - 대한민국의 가수 베이비 소울 (러블리즈).
  - 대한민국의 배우 김민석.
  - 대한민국의 가수 연태.
- 7월 7일
  - 대한민국의 래퍼 상민 (크로스진).
  - 독일의 모델,배우 토니 가른.
  - 대한민국의 기상캐스터 양태빈.
- 7월 8일
  - 대한민국의 래퍼 박경 (블락비).
  - 대한민국의 축구 선수 손흥민.
  - 코스타리카의 축구 선수 프란시스코 칼보.
  - 대한민국의 전 리그 오브 레전드 프로게이머 스코어.
  - 대한민국의 야구 선수 문경찬.
  - 미국의 가수 스카이 페레이라.
  - 미국의 성우 잰더 모버스.
  - 대한민국의 치어리더 이엄지.
- 7월 9일
  - 대한민국의 배드민턴 선수 김소영.
  - 대한민국의 야구 선수 김승현.
  - 대한민국의 웹툰 작가 레바.
- 7월 10일
  - 대한민국의 배우, 모델 안지현.
  - 대한민국의 배구 선수 노재욱.
- 7월 11일
  - 이집트의 축구 선수 무함마드 엘네니.
  - 대한민국의 스타그래프트, 프로게이머 주성욱.
- 7월 12일
  - 대한민국의 배우 장동윤.
  - 대한민국의 배우 우도환.
  - 대한민국의 가수 전현재.
  - 일본의 배우 이시바시 안나.
  - 잉글랜드의 배우 제시카 바든.
- 7월 13일 - 대한민국의 전 축구 선수 이승민.
- 7월 14일
  - 일본의 축구 선수 무토 요시노리.
  - 독일의 축구 선수 요나스 호프만.
  - 대한민국의 야구 선수 윤영삼.
  - 대한민국의 야구 선수 이현호.
  - 일본의 축구 선수 오가와 게이지로.
- 7월 15일
  - 대한민국의 배우 차인하. (~2019년)
  - 일본의 가수, 모델 쿠스미 코하루.
  - 일본의 축구 선수 무토 요시노리.
  - 대한민국의 야구 선수 유강남.
  - 대한민국의 방송인,가수 최정문.
  - 미국의 음악 프로듀서 포터 로빈슨.
- 7월 16일
  - 대한민국의 가수 설하윤.
  - 사우디아라비아의 축구 선수 하탄 바헤브리.
  - 대한민국의 야구 선수 송윤준.
  - 일본의 야구 선수 야마다 데쓰토.
  - 대한민국의 전직 스타크래프트 프로게이머 김태영.
- 7월 17일
  - 대한민국의 아나운서 백다혜.
  - 일본의 가수 우메모토 마도카.
  - 일본의 성우 하시모토 치나미.
- 7월 18일
  - 대한민국의 모델, 배우 신새롬.
  - 대한민국의 가수 Dbo.
  - 이란의 축구 선수 메흐디 타레미.
- 7월 19일
  - 대한민국의 치어리더 김진아.
  - 대한민국의 축구 선수 한석종.
- 7월 20일
  - 대한민국의 쇼트트랙 선수 노진규. (~2016년)
  - 대한민국의 인터넷 방송인 이현석.
  - 대한민국의 인터넷 방송인 사몰SAMOL.
  - 오스트레일리아의 전 야구 선수 김승훈.
- 7월 21일 - 대한민국의 치어리더 차영현.
- 7월 22일
  - 미국의 배우, 가수 셀레나 고메즈.
  - 대한민국의 가수 김중연 (에이식스피).
  - 일본의 가수 니토 모에노. (AKB48)
  - 대한민국의 성우 이주승.
- 7월 23일
  - 잉글랜드의 축구 선수 대니 잉스.
  - 대한민국의 트로트가수 한상아.
  - 대한민국의 가수 웬.
- 7월 24일
  - 대한민국의 성우 윤은서.
  - 대한민국의 야구 선수 김민수.
- 7월 25일
  - 대한민국의 축구 선수 이주형.
  - 일본의 가수 나카마타 시오리. (AKB48)
- 7월 26일 - 대한민국의 가수 이보람.
- 7월 27일
  - 일본의 축구 선수 호시 유지.
  - 일본의 축구 선수 시바타 하나에.
  - 캐나다의 래퍼, 가수, 음반 제작자 토리 레인즈.
- 7월 28일 - 대한민국의 전 가수, 디자이너 조가은.
- 7월 29일
  - 프랑스의 축구 선수 지브릴 시디베.
  - 대한민국의 방송인 홍영기.
- 7월 30일
  - 대한민국의 유도 선수 조구함.
  - 독일의 축구 선수 케빈 폴란트.
- 7월 31일
  - 대한민국의 가수, 배우 박수아 (애프터스쿨).
  - 쿠바의 야구 선수 호세 페르난데스.

### 8월
- 8월 1일 - 대한민국의 가수, 작곡가 Clovd.
- 8월 2일
  - 영국의 가수 찰리 XCX.
  - 미국의 모델 칼리 클로스.
  - 대한민국의 스타그래프트,프로게이머 김원형.
  - 대한민국의 야구 선수 홍성갑.
  - 대한민국의 전 야구 선수 박동민.
- 8월 3일
  - 사우디아라비아의 축구 선수 압둘라 오타이프.
  - 대한민국의 배우 백서이.
- 8월 4일
  - 대한민국의 스타그래프트, 프로게이머 고병재.
  - 대한민국의 야구 선수 이우찬.
  - 대한민국의 요리 유튜버 수빙수tv.
- 8월 5일
  - 대한민국의 뮤지컬 배우 태오 (티버드).
  - 대한민국의 축구 선수 이종성.
- 8월 6일
  - 대한민국의 가수 별사랑.
  - 대한민국의 배우 한건유.
  - 일본의 성우 오오니시 사오리.
  - 일본의 유도 선수 쓰노다 나쓰미.
- 8월 7일
  - 대한민국의 배우 장기용.
  - 대한민국의 야구 선수 김재유.
  - 대한민국의 래퍼 모재.
  - 대한민국의 배구 선수 표승주.
  - 대한민국의 전 스타크래프트 프로게이머 한지원.
- 8월 8일
  - 일본의 성우 아이다 리카코.
  - 스위스의 축구 선수 요시프 드르미치.
- 8월 9일 - 대한민국의 정치인 류호정.
- 8월 10일
  - 대한민국의 배우 고아성.
  - 일본의 배우 오자와 아리.
  - 대한민국의 배우 방은정.
  - 대한민국의 축구 선수 유제호.
  - 대한민국의 축구 선수 이재성.
  - 대한민국의 야구 선수 주현상.
  - 대한민국의 축구 선수 김명수.
  - 일본의 배우 카도와키 무기.
- 8월 11일
  - 대한민국의 가수 곽지은.
  - 대한민국의 야구 선수 강경학.
  - 대한민국의 가수 정아로.
  - 대한민국의 축구 선수 김종민.
- 8월 12일
  - 영국의 모델, 배우 카라 델레바인.
  - 대한민국의 가수 권광진 (엔플라잉).
  - 일본의 프로 야구 선수 아리하라 고헤이.
- 8월 13일
  - 대한민국의 전직 리그 오브 레전드 프로게이머 이호종 (CJ 엔투스).
  - 대한민국의 레이싱 모델 남소라.
  - 대한민국의 아나운서 고선영.
  - 브라질의 축구 선수 루카스 모우라.
  - 대한민국의 리그 오브 레전드 프로게이머 플레임.
  - 브라질의 축구 선수 이고르 클레베르 가르시아 시우바.
- 8월 14일 - 대한민국의 프로게이머 정윤종 (SK텔레콤 T1).
- 8월 15일 - 대한민국의 일러스트레이터 퍼엉.
- 8월 16일
  - 네덜란드의 스피드스케이팅 선수 토마스 크롤.
  - 네덜란드의 축구 선수 스테파니 판 데르 흐라흐트.
  - 대한민국의 가수 이영 (애프터스쿨).
  - 대한민국의 축구 선수 김민혁.
- 8월 17일
  - 영국의 프로레슬링 선수, 배우 페이지.
  - 카자흐스탄의 역도 선수 알렉산드르 자이치코프.
  - 코소보의 유도 선수 노라 자코바.
- 8월 18일
  - 일본의 배우 나루미 리코.
  - 대한민국의 전직 스타크래프트 프로게이머 김준호 (CJ 엔투스).
  - 대한민국의 축구 선수 김경민.
- 8월 19일 - 대한민국의 가수 달시아.
- 8월 20일
  - 미국의 가수, 배우 데미 로바토.
  - 대한민국의 리그 오브 레전드 프로게이머 윙드.
  - 일본의 가수 시라이시 마이.
  - 대한민국의 전 야구 선수 윤형국.
- 8월 21일 - 대한민국의 가수 송승현 (F.T 아일랜드).
- 8월 22일 - 대한민국의 가수 김종길 (W24).
- 8월 23일
  - 대한민국의 유튜브 여행크리에이터 (해피새아).
  - 대한민국의 야구 선수 양현.
  - 대한민국의 가수 채보훈.
- 8월 24일
  - 일본의 배우 아사카 코다이.
  - 브라질의 축구 선수 제메르송.
- 8월 25일
  - 일본의 가수 나츠야키 미야비 (Berryz코보).
  - 스페인의 축구 선수 보르하 바스톤.
  - 스위스의 축구 선수 리카르도 로드리게스.
  - 독일의 루지 선수 아일린 프리슈.
- 8월 26일
  - 일본의 가수, 배우 시게오카 다이키.
  - 대한민국의 배구 선수 황승빈.
- 8월 27일
  - 독일의 가수 킴 페트라스.
  - 일본의 가수 마츠무라 사유리.
  - 일본의 가수 고리키 아야메.
  - 스웨덴의 육상 선수 다니엘 스톨.
  - 일본의 아이돌 마츠무라 사유리.
- 8월 28일
  - 대한민국의 축구 선수 황의조.
  - 인도의 육상 선수 안누 라니.
- 8월 29일 - 대한민국의 배우 우도임.
- 8월 30일
  - 미국의 가수, 배우 데미 로바토.
  - 대한민국의 뮤지컬 배우 배다솜.
- 8월 31일
  - 대한민국의 배우 이일민.
  - 아르헨티나의 축구 선수 니콜라스 탈리아피코.

### 9월
- 9월 1일
  - 대한민국의 가수 우혜림 (원더걸스).
  - 대한민국의 가수 윤지환.
- 9월 2일
  - 아르헨티나의 축구 선수 에밀리아노 마르티네스.
  - 대한민국의 육상 선수 진민섭.
  - 잉글랜드의 축구 선수 엘라 툰.
  - 일본의 배우 아사노 카야.
- 9월 3일 - 일본의 배우 소메타니 쇼타.
- 9월 4일
  - 대한민국의 배우 박은빈.
  - 대한민국의 사격 선수 김예지.
  - 프랑스의 축구 선수 레뱅 퀴르자와.
- 9월 5일
  - 대한민국의 래퍼, 배우 차선우 (B1A4).
  - 대한민국의 래퍼 EK.
  - 대한민국의 모델 최소라.
  - 대한민국의 배우 남태우.
- 9월 6일
  - 대한민국의 배우 강다현.
  - 도미니카 공화국의 야구 선수 소크라테스 브리토.
  - 대한민국의 축구 선수 김동민.
  - 대한민국의 배드민턴 선수 이재우.
- 9월 7일
  - 미국의 육상 선수 샘 켄드릭스.
  - 오스트리아의 축구 선수 마르틴 힌테레거.
  - 일본의 배우 모리타 스즈카.
- 9월 8일
  - 대한민국의 전직 스타크래프트 프로게이머 정우용.
  - 중국의 가수 황팅팅.
- 9월 9일 - 카자흐스탄의 유도 선수 옐도스 스메토프.
- 9월 10일
  - 대한민국의 가수 은호 (UNVS).
  - 보스니아 헤르체고비나의 축구 선수 무하메드 베시치.
  - 대한민국의 전직 크레이지레이싱 카트라이더 형독.
- 9월 11일 - 대한민국의 성우 송하림.
- 9월 12일
  - 대한민국의 가수 니쥬.
  - 오스트레일리아의 축구 선수 버니 이비니 이세이.
- 9월 14일 - 대한민국의 래퍼 지코 (블락비).
- 9월 15일
  - 아르헨티나의 가수 EaJ (DAY6).
  - 사우디아라비아의 축구 선수 모하메드 알브레이크
- 9월 16일
  - 미국의 가수, 배우 닉 조너스 (조너스 브라더스).
  - 대한민국의 전 스타크래프트 프로게이머 김성한.
  - 대한민국의 리그 오브 레전드 프로게이머 엑스페션.
  - 대한민국의 축구 선수 문선민.
  - 대한민국의 축구 선수 이인규.
- 9월 17일 - 대한민국의 축구 선수 신창무.
- 9월 18일
  - 대한민국의 배우 김하경.
  - 미국의 래퍼 엠버 (f(x)).
  - 대한민국의 가수 김용빈.
- 9월 19일 - 멕시코의 축구 선수 디에고 안토니오 레예스.
- 9월 20일
  - 대한민국의 전 카트라이더 프로게이머 이중대.
  - 대한민국의 전 카트라이더 프로게이머 이중선.
- 9월 21일
  - 대한민국의 가수 첸 (EXO, EXO-M).
  - 이란의 축구 선수 알리레자 베이란반드.
  - 일본의 성우 우치다 유마.
- 9월 22일
  - 대한민국의 전직 카트라이더 프로게이머 이은택.
  - 미국의 배우, 작가 로런 패튼.
- 9월 23일 - 대한민국의 기업인 신다혜.
- 9월 24일
  - 대한민국의 전직 스타크래프트 프로게이머 어윤수 (SK텔레콤 T1).
  - 대한민국의 야구 선수 최현진.
  - 미국의 테니스 선수 잭 속.
- 9월 25일
  - 스페인의 가수 로살리아.
  - 대한민국의 사격 선수 김장미
  - 대한민국의 전 스타크래프트 프로게이머 노준규 (웅진 스타즈).
  - 대한민국 가수, 래퍼 주노플로.
- 9월 26일
  - 대한민국의 가수 유아라 (헬로비너스).
  - 대한민국의 배우 김지혜.
  - 대한민국의 성악가 이한범.
  - 대한민국의 장교 한윤정.
  - 대한민국의 배우 박서연.
- 9월 27일
  - 스위스의 축구 선수 그라니트 자카.
  - 조선민주주의인민공화국의 축구 선수 박광룡.
  - 대한민국의 배우 이풍운.
  - 아일랜드의 가수 라이언 오쇼네시.
- 9월 28일 - 스페인의 축구 선수 루이스 알베르토 로메로.
- 9월 29일
  - 독일의 축구 선수 레오니 마이어.
  - 대한민국의 야구 선수 홍건희.
- 9월 30일
  - 대한민국의 바둑 기사 이지현.
  - 미국의 배우 에즈라 밀러.
  - 일본의 역도 선수 안도 미키코.

### 10월
- 10월 1일
  - 대한민국의 가수 수현 (스누퍼).
  - 대한민국의 전 쇼핑호스트, 기상캐스터 정민경.
- 10월 2일
  - 네덜란드의 축구 선수 샤니서 판 더 산던.
  - 대한민국의 스타그래프트, 프로게이머 김상준.
  - 대한민국의 야구 선수 서진용.
  - 브라질의 축구 선수 알리송 베케르.
  - 일본의 야구 선수 야마사키 야스아키.
- 10월 3일
  - 프랑스, 알제리의 배우 리나 쿠드리.
  - 일본의 가수, 모델, 배우 하시모토 아이나.
- 10월 4일 - 대한민국의 거문도연주가 박다울.
- 10월 5일
  - 대한민국의 아나운서 이지수.
  - 대한민국의 전 리그 오브 레전드 프로게이머 매드라이프.
- 10월 6일
  - 대한민국의 레이싱 모델 김지율.
  - 대한민국의 아나운서 서수현.
- 10월 7일
  - 대한민국의 래퍼 페노메코.
  - 미국의 야구 선수 무키 베츠.
  - 일본의 배우 가메이 리나.
- 10월 8일 - 대한민국의 연극배우 김아영.
- 10월 9일
  - 대한민국의 축구 선수 박용지.
  - 대한민국에 활동하고 있는 튀르키예의 방송인 이렘 츠라이.
- 10월 10일
  - 조지아의 축구 선수 자노 아나니제.
  - 대한민국의 야구 선수 정진기.
  - 대한민국의 가수 임도혁.
  - 일본의 만화가 후지모토 타츠키.
  - 잉글랜드의 축구 선수 라이언 프레더릭스.
- 10월 11일 - 미국의 래퍼 카디 비.
- 10월 12일
  - 대한민국의 배우 류경수.
  - 미국의 배우 조시 허처슨.
  - 대한민국의 가수 썸머케익.
- 10월 13일
  - 대한민국의 축구 선수 김대중.
  - 대한민국의 배우 문수빈.
  - 미국의 성우 에런 디스뮤크.
  - 일본의 배우 타카야마 유코.
- 10월 14일
  - 대한민국의 농구 선수 심성영.
  - 나이지리아의 축구 선수 아흐메드 무사.
  - 일본의 배우 스즈키 노부유키.
- 10월 15일 - 대한민국의 전 프로게이머 정경두.
- 10월 16일
  - 일본의 배우 아다치 리카.
  - 미국의 야구 선수 브라이스 하퍼.
- 10월 17일
  - 아일랜드의 배우 배리 키오건.
  - 일본의 배우 사쿠라바 나나미.
  - 대한민국의 아나운서 안주희.
- 10월 18일 - 대한민국의 기상 캐스터 배혜지.
- 10월 19일
  - 대한민국의 배우 김지원.
  - 대한민국의 뮤지컬 배우 이봄소리.
  - 대한민국의 뮤지컬 배우 이지현.
  - 일본의 가수, 모델, 배우 아키야마 유리카.
- 10월 20일
  - 대한민국의 배우 하윤경.
  - 미국의 골프 선수 대니엘 강.
  - 이탈리아의 축구 선수 마티아 데 실리오.
  - 대한민국의 래퍼 BM.
- 10월 21일 - 중국의 배우 덩룬.
- 10월 22일
  - 스페인의 축구 선수 루벤 파르도.
  - 미국의 래퍼 21 새비지.
  - 미국의 배우 소피아 바실리바.
- 10월 23일
  - 스페인의 축구 선수 알바로 모라타.
  - 대한민국의 야구 선수 김도현.
  - 대한민국의 축구 선수 이동현.
- 10월 24일 - 대한민국의 야구 선수 김명찬.
- 10월 25일
  - 러시아의 프리스타일 스키 선수 세르게이 리지크.
  - 프랑스의 유도 선수 클라리스 아그베녜누.
- 10월 26일 - 대한민국의 전직 스타크래프트 프로게이머 박준용.
- 10월 27일
  - 대한민국의 가수 정호원 (W24).
  - 대한민국의 가수 성유진 (더 씨야).
  - 대한민국의 전 리그 오브 레전드 프로게이머 앰비션.
  - 대한민국의 배우 최시훈.
  - 이탈리아의 축구 선수 스테판 엘 샤라위.
  - 일본의 배우, 성우, 가수 이케다 준야.
  - 대한민국의 배구 선수 김지수.
  - 일본의 배우 카토오노 타이코우.
  - 독일의 배우 옐라 하제.
- 10월 28일 - 대한민국의 탁구 선수 전지희.
- 10월 29일
  - 대한민국의 가수 이바다.
  - 대한민국의 야구 선수 사공엽.
  - 프랑스의 농구 선수 에반 푸르니에.
  - 대한민국의 모델 이혜진.
- 10월 30일
  - 대한민국의 전 리그 오브 레전드 프로게이머 마파.
  - 대한민국의 축구 선수 조예찬.
  - 대한민국의 아나운서 김다영.
  - 대한민국의 배우 백수희.
- 10월 31일
  - 대한민국의 래퍼 이승협 (엔플라잉).
  - 대한민국의 쇼트트랙 선수 서이라.

### 11월
- 11월 1일
  - 세르비아의 축구 선수 필리프 코스티치.
  - 일본의 배우 시라스 진.
- 11월 2일
  - 대한민국의 아나운서 문지현.
  - 대한민국의 방송인 김하늘.
- 11월 3일
  - 헝가리의 축구 선수 빌리 오르반.
  - 뉴질랜드의 싱어송라이터 제이미 맥델.
- 11월 4일
  - 대한민국의 래퍼 캡 (틴탑).
  - 대한민국의 가수 고나영.
- 11월 5일
  - 대한민국의 배우 이다인.
  - 일본의 가수 와타나베 쇼타 (Snow Man).
  - 이탈리아의 축구 선수 마르코 베라티.
  - 일본의 프로 야구 선수 가이 다쿠야.
- 11월 6일
  - 대한민국의 가수, 배우 유라 (걸스데이).
  - 대한민국의 배우 유수빈.
  - 대한민국의 축구 선수 김슬기.
  - 대한민국의 카바디 선수 이장군.
- 11월 7일 - 대한민국의 가수 손민지.
- 11월 8일 - 대한민국의 가수 다비.
- 11월 9일
  - 대한민국의 바둑 기사 박경근.
  - 대한민국의 레이싱 모델 한혜은.
- 11월 10일
  - 대한민국의 가수 딘.
  - 잉글랜드의 축구 선수 윌프리드 자하.
- 11월 11일
  - 대한민국의 가수 최민환 (F.T 아일랜드).
  - 네덜란드의 가수 이리스 크루스.
- 11월 12일 - 일본의 전 배우 우에하라 아이.
- 11월 13일 - 대한민국의 미스코리아 구본화.
- 11월 14일
  - 대한민국의 배우 김태영.
  - 대한민국의 전 야구 선수 박성민.
- 11월 15일
  - 일본의 가수, 배우 미네기시 미나미 (AKB48).
  - 덴마크의 축구 선수 페르닐레 하르데르.
  - 미국의 야구 선수 트레버 스토리.
- 11월 16일
  - 대한민국의 프로게이머 한이석.
  - 크로아티아의 축구 선수 마르첼로 브로조비치.
- 11월 17일 - 대한민국의 인플루언서 정인주.
- 11월 18일
  - 중국의 배우, 가수 루팅.
  - 미국의 배우 네이선 크레스.
- 11월 19일 - 잉글랜드의 축구 선수 제임스 타코우스키.
- 11월 20일
  - 대한민국의 야구 선수 임찬규 (LG트윈스).
  - 이탈리아의 축구 선수 마티아 페린.
  - 일본의 축구 선수 히라마쓰 슈.
  - 알바니아의 축구 선수 프레디 베셀리.
- 11월 21일
  - 대한민국의 배우 김혜지.
  - 일본의 가수 사시하라 리노. (HKT48)
- 11월 22일 - 일본의 전 축구 선수 다무라 유.
- 11월 23일
  - 미국의 가수 마일리 사이러스.
  - 대한민국의 가수 박성연.
  - 대한민국의 가수 은비. (레이디스 코드). (~2014년)
  - 대한민국의 전 프로게이머 이지훈.
- 11월 24일
  - 홍콩의 탁구 선수 레이호우칭.
  - 일본의 축구 선수 오부 슌.
- 11월 25일
  - 대한민국의 트로트 가수 연예진.
  - 대한민국의 래퍼 쿼시.
- 11월 26일 - 대한민국의 아나운서 이혜성.
- 11월 27일 - 대한민국의 래퍼, 배우 찬열 (EXO, EXO-K).
- 11월 28일
  - 대한민국의 아나운서 주시은.
  - 대한민국의 배우 박지수.
- 11월 29일
  - 대한민국의 스피드 스케이팅 선수 김철민.
  - 일본의 전 프로 야구 선수 이케다 슌.
- 11월 30일
  - 대한민국의 미스코리아, 배우 이정빈.
  - 조선민주주의인민공화국의 축구 선수 안성일.

### 12월
- 12월 1일 - 네델란드의 축구 선수 마르코 판 힝컬.
- 12월 2일 - 일본의 가수 타나베 미쿠. (AKB48)
- 12월 3일
  - 대한민국의 배구 선수 이민규.
  - 대한민국의 야구 선수 최현정.
  - 이스라엘의 축구 선수 엘리 다사.
- 12월 4일
  - 대한민국의 가수 진 (방탄소년단).
  - 대한민국의 야구 선수 박승욱.
- 12월 5일 - 대한민국의 가수 하엘.
- 12월 6일
  - 대한민국의 기계 체조 선수 양학선.
  - 대한민국의 배우 이시후.
  - 대한민국의 가수 지나유.
  - 아제르바이잔의 권투 선수 캄란 샤흐수발르.
- 12월 7일
  - 대한민국의 축구 선수 우상호.
  - 대한민국의 연극배우 신슬기.
- 12월 8일
  - 일본의 가수 요코야마 유이. (AKB48)
  - 대한민국의 희극인 유재필.
  - 대한민국의 전직 스타크래프트 프로게이머 한두열.
- 12월 9일
  - 브라질의 권투 선수 베아트리스 페헤이라.
  - 대한민국의 가수 미래.
- 12월 10일
  - 대한민국의 정치인 김민석.
  - 대한민국의 배우 김예은.
- 12월 11일 - 일본의 축구 선수 쇼지 겐.
- 12월 12일
  - 대한민국의 가수 안다은.
  - 일본의 아이돌 하야노 카오루.
- 12월 14일
  - 대한민국의 가수 윤조 (헬로비너스, 유니티).
  - 일본의 축구 선수 미야이치 료.
  - 대한민국의 전직 스타그래프트 양희수.
  - 일본의 배우 코지마 미나미.
- 12월 15일
  - 대한민국의 배우 이예나.
  - 러시아의 저널리스트 다리야 두기나. (~2022년)
  - 잉글랜드의 축구 선수 제시 린가드.
  - 대한민국의 농구 선수 이현석.
  - 대한민국의 가수 루시.
- 12월 16일
  - 오스트레일리아의 축구 선수 톰 로기치.
  - 네덜란드의 축구 선수 리커 마르턴스.
  - 일본의 배우 시마다 하루카. (AKB48)
  - 대한민국의 래퍼 키도.
- 12월 17일
  - 대한민국의 가수 금조 (나인뮤지스).
  - 대한민국의 뮤지컬 배우, 팝페라 가수 송은혜.
- 12월 18일
  - 대한민국의 야구 선수 강동연.
  - 대한민국의 전직 하스스톤 프로게이머 공혁준.
  - 미국의 육상 선수 라이언 크라우저.
- 12월 19일
  - 대한민국의 축구 선수 이다혜.
  - 스페인의 축구 선수 이케르 무니아인.
- 12월 20일
  - 대한민국의 배우 이세영.
  - 대한민국의 프로게이머, 스타그래프트 박대호.
- 12월 21일
  - 대한민국의 래퍼 서출구.
  - 대한민국의 유튜버 진렬이.
- 12월 22일
  - 대한민국의 래퍼 문별 (마마무).
  - 대한민국의 배우 조혜정.
  - 대한민국의 희극인 김민희.
  - 대한민국의 전 가수 강민주.
- 12월 23일
  - 대한민국의 배우 양세종.
  - 대한민국의 배우 김희찬.
  - 독일의 축구 선수 제프리 슐루프.
  - 미국의 가수 YNL.
- 12월 24일
  - 일본의 성우 노구치 유리.
  - 코트디부아르의 축구 선수 세르주 오리에.
- 12월 25일 - 대한민국의 프로게이머 김성현(STX SouL).
- 12월 26일
  - 대한민국의 축구 선수 김성수.
  - 영국의 가수 제이드 설웰.
- 12월 27일
  - 미국의 야구 선수 조던 몽고메리.
  - 벨라루스의 레슬링 선수 바네사 칼라진스카야.
- 12월 28일
  - 대한민국의 축구 선수 김동진.
  - 네델란드의 전 쇼트트랙 선수 라라 판 라위번.
  - 대한민국의 유튜버 랄랄.
  - 대한민국의 가수, 비디오 자키 신아.
  - 대한민국의 래퍼 신스.
- 12월 29일
  - 일본의 배우 스즈키 가쓰히로.
  - 대한민국의 야구 선수 이창재.
  - 크로아티아의 축구 선수 미슬라브 오르시치.
- 12월 30일
  - 대한민국의 가수 유나(AOA)
  - 네덜란드의 축구 선수 데시레이 판 륀테런.
- 12월 31일 - 대한민국의 사격 선수 김지혜.

### 미상
- 대한민국의 배우 김도현.
- 대한민국의 가수, 경호원 션 리.
- 대한민국의 작가 이민경.
- 대한민국의 가수 이병현.
- 대한민국의 기자 구하림.
- 대한민국의 가수 김도형.
- 대한민국의 전 야구 선수 김호연.
- 대한민국의 배우 박성준.
- 대한민국의 농구 선수 박철호.
- 대한민국의 전 야구 선수 이원재.
- 미국의 가수 애슐리 알리샤.
- 대한민국의 트로트 가수 임수현.
- 대한민국의 음악인 케네시.
- 대한민국의 유튜버 총몇명.
- 스페인의 배우 엘레나 마르틴.
- 미국의 포르노 배우 조니 래피드.

## 사망

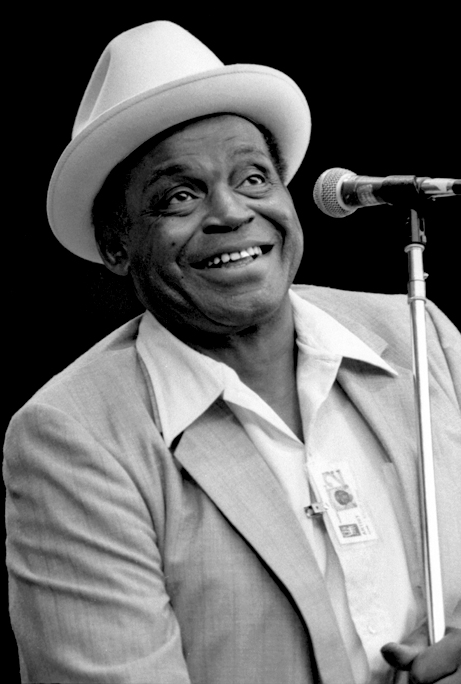
윌리 딕슨

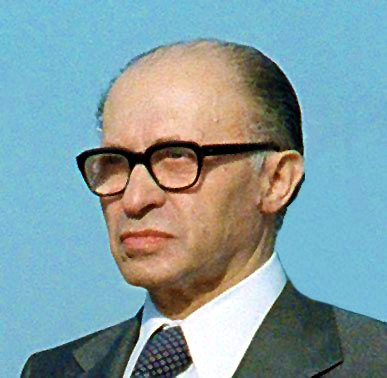
메나헴 베긴

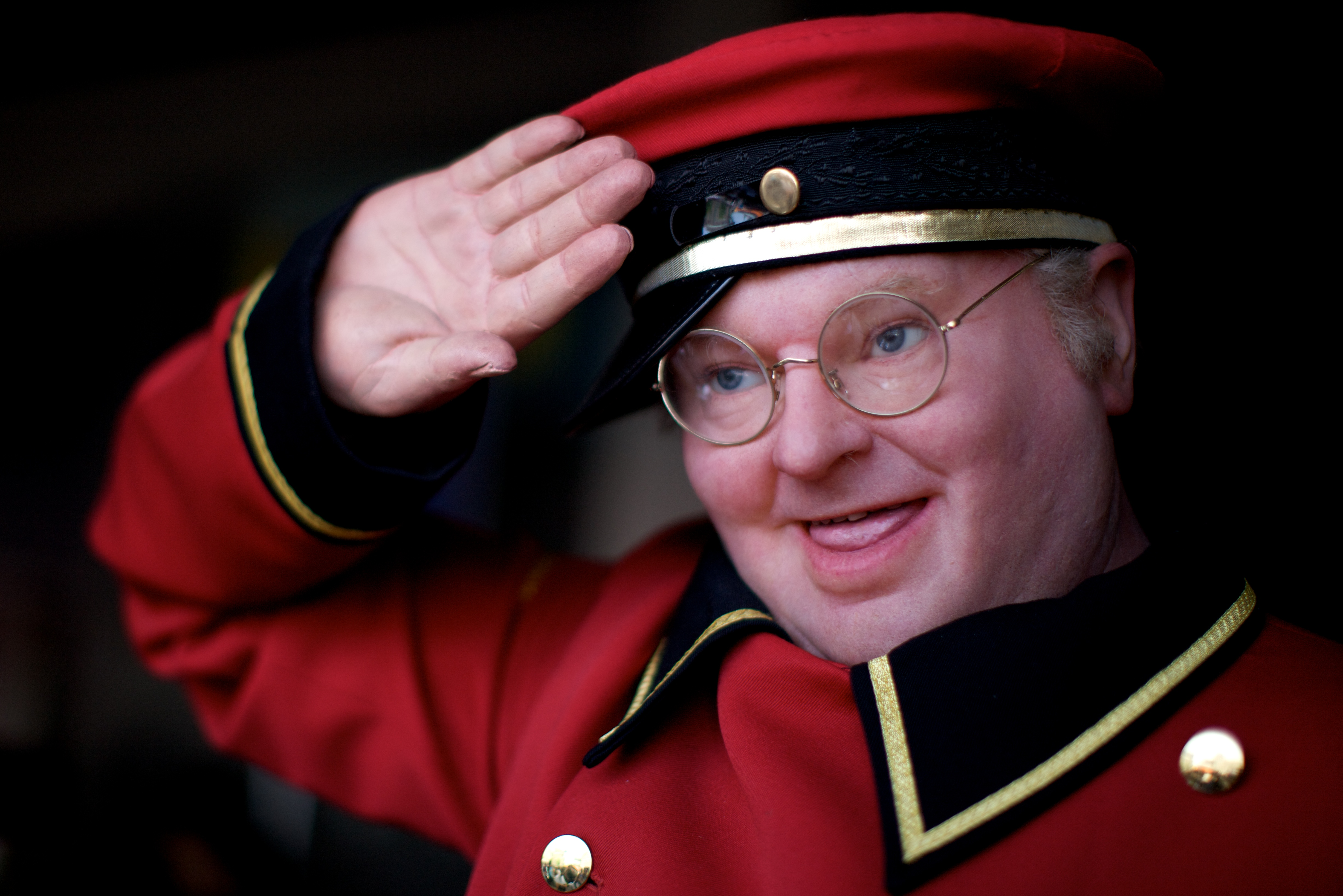
베니 힐

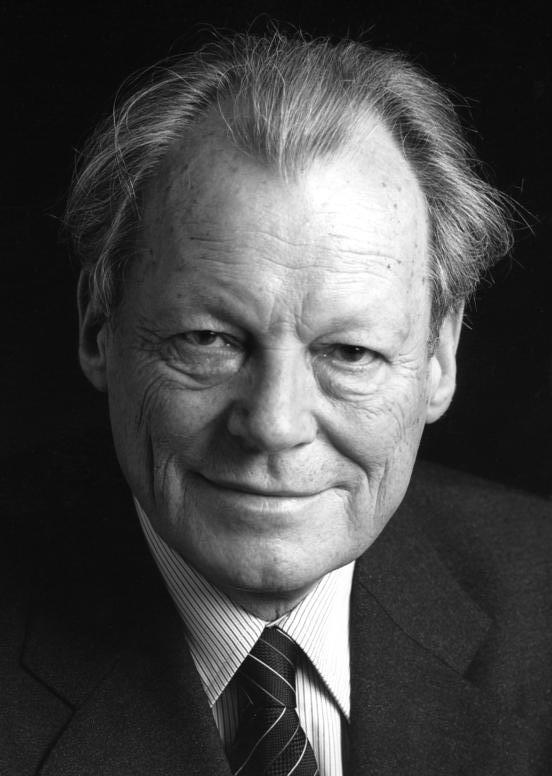
빌리 브란트

### 1월
- 1월 5일 - 대한민국의 성우 이규연. (1944년~)
- 1월 8일 - 스코틀랜드의 영화배우 앤서니 도슨. (1916년~)
- 1월 29일 - 미국의 음악가 윌리 딕슨. (1915년~)

### 2월
- 2월 11일 - 대한민국의 정치인 안종열. (1931년~)
- 2월 17일 - 대한민국의 정치인 민병권. (1918년~)

### 3월
- 3월 9일 - 이스라엘의 총리 메나헴 베긴. (1913년~)
- 3월 19일 - 대한민국의 제1~3대 대통령 이승만의 영부인 프란체스카 도너. (1900년~)
- 3월 23일 - 오스트리아의 경제학자 프리드리히 하이에크. (1899년~)

### 4월
- 4월 3일 - 대한민국의 언론인, 소설가 이병주. (1921년~)
- 4월 6일 - 미국의 기업인 샘 월턴. (1918년~)
- 4월 8일 - 이탈리아의 생물학자 다니엘 보베. (1907년~)
- 4월 19일 - 영국의 배우 베니 힐. (1924년~)
- 4월 21일 - 핀란드의 소설가 배이뇌 린나. (1920년~)
- 4월 23일 - 인도의 영화 감독 사티야지트 레이. (1921년~)
- 4월 25일 - 일본의 가수 오자키 유타카. (1965년~)
- 4월 27일 - 프랑스의 작곡가 올리비에 메시앙. (1908년~)

### 5월
- 5월 13일 - 대한민국의 반도체 물리학자 강대원. (1931년~)
- 5월 19일 - 대한민국의 한의사 김일훈. (1909년~)
- 5월 21일 - 일본의 야구 선수 나카타니 노부오. (1920년~)
- 5월 27일 일본의 만화가 하세가와 마치코 (1920년)

### 6월
- 6월 11일 - 콜롬비아의 가수 라파엘 오로스코 마에스트레. (1954년~)
- 6월 30일
  - 대한민국의 축구 선수 배기면. (1949년~)
  - 대한민국의 영화배우 오수미. (1950년~)

### 7월
- 7월 16일 - 대한민국의 스피드스케이팅 선수 김정연. (1910년~)

### 8월
- 8월 3일 - 중화인민공화국의 정치인 왕훙원. (1935년~)
- 8월 4일 - 일본의 작가, 언론인 마쓰모토 세이초. (1909년~)
- 8월 5일 - 뉴질랜드의 정치인, 총리 로버트 멀둔. (1921년~)
- 8월 12일 - 미국의 작곡가 존 케이지. (1912년~)

### 9월
- 9월 2일 - 미국의 세포 유전학자 바버라 매클린톡. (1902년~)
- 9월 11일 - 대한민국의 정치인 신범식. (1923년~)
- 9월 23일 - 대한민국의 가수 백난아. (1925년~)

### 10월
- 10월 8일 - 독일의 정치인, 총리 빌리 브란트. (1913년~)

### 11월
- 11월 7일 - 오스트레일리아의 수영 선수 로버트 네이. (1956년~)
- 11월 25일 - 가나의 제2대 대통령 조지프 아서 안크라. (1915년~)

### 12월
- 12월 17일 - 미국의 배우 데이나 앤드루스. (1909년~)
- 12월 25일 - 대한민국의 법조인 방례원. (1918년~)
- 12월 27일 - 대한민국의 교육인 신봉조. (1900년~)

## 노벨상
- 경제학상:개리 베커
- 문학상: 데릭 월컷
- 물리학상: 조르주 샤르파크
- 생리학 및 의학상: 에드먼드 H. 피셔,에드윈 G. 크렙스
- 평화상: 리고베르타 멘추
- 화학상: 루도프 A. 마커스

## 달력
| 1월 |    |    |    |    |    |    |
| 일  | 월 | 화 | 수 | 목 | 금 | 토 |
|     |    |    | 1  | 2  | 3  | 4  |
| 5   | 6  | 7  | 8  | 9  | 10 | 11 |
| 12  | 13 | 14 | 15 | 16 | 17 | 18 |
| 19  | 20 | 21 | 22 | 23 | 24 | 25 |
| 26  | 27 | 28 | 29 | 30 | 31 |    |

| 2월 |    |    |    |    |    |    |
| 일  | 월 | 화 | 수 | 목 | 금 | 토 |
|     |    |    |    |    |    | 1  |
| 2   | 3  | 4  | 5  | 6  | 7  | 8  |
| 9   | 10 | 11 | 12 | 13 | 14 | 15 |
| 16  | 17 | 18 | 19 | 20 | 21 | 22 |
| 23  | 24 | 25 | 26 | 27 | 28 | 29 |

| 3월 |    |    |    |    |    |    |
| 일  | 월 | 화 | 수 | 목 | 금 | 토 |
| 1   | 2  | 3  | 4  | 5  | 6  | 7  |
| 8   | 9  | 10 | 11 | 12 | 13 | 14 |
| 15  | 16 | 17 | 18 | 19 | 20 | 21 |
| 22  | 23 | 24 | 25 | 26 | 27 | 28 |
| 29  | 30 | 31 |    |    |    |    |

| 4월 |    |    |    |    |    |    |
| 일  | 월 | 화 | 수 | 목 | 금 | 토 |
|     |    |    | 1  | 2  | 3  | 4  |
| 5   | 6  | 7  | 8  | 9  | 10 | 11 |
| 12  | 13 | 14 | 15 | 16 | 17 | 18 |
| 19  | 20 | 21 | 22 | 23 | 24 | 25 |
| 26  | 27 | 28 | 29 | 30 |    |    |

| 5월 |    |    |    |    |    |    |
| 일  | 월 | 화 | 수 | 목 | 금 | 토 |
|     |    |    |    |    | 1  | 2  |
| 3   | 4  | 5  | 6  | 7  | 8  | 9  |
| 10  | 11 | 12 | 13 | 14 | 15 | 16 |
| 17  | 18 | 19 | 20 | 21 | 22 | 23 |
| 24  | 25 | 26 | 27 | 28 | 29 | 30 |
| 31  |    |    |    |    |    |    |

| 6월 |    |    |    |    |    |    |
| 일  | 월 | 화 | 수 | 목 | 금 | 토 |
|     | 1  | 2  | 3  | 4  | 5  | 6  |
| 7   | 8  | 9  | 10 | 11 | 12 | 13 |
| 14  | 15 | 16 | 17 | 18 | 19 | 20 |
| 21  | 22 | 23 | 24 | 25 | 26 | 27 |
| 28  | 29 | 30 |    |    |    |    |

| 7월 |    |    |    |    |    |    |
| 일  | 월 | 화 | 수 | 목 | 금 | 토 |
|     |    |    | 1  | 2  | 3  | 4  |
| 5   | 6  | 7  | 8  | 9  | 10 | 11 |
| 12  | 13 | 14 | 15 | 16 | 17 | 18 |
| 19  | 20 | 21 | 22 | 23 | 24 | 25 |
| 26  | 27 | 28 | 29 | 30 | 31 |    |

| 8월 |    |    |    |    |    |    |
| 일  | 월 | 화 | 수 | 목 | 금 | 토 |
|     |    |    |    |    |    | 1  |
| 2   | 3  | 4  | 5  | 6  | 7  | 8  |
| 9   | 10 | 11 | 12 | 13 | 14 | 15 |
| 16  | 17 | 18 | 19 | 20 | 21 | 22 |
| 23  | 24 | 25 | 26 | 27 | 28 | 29 |
| 30  | 31 |    |    |    |    |    |

| 9월 |    |    |    |    |    |    |
| 일  | 월 | 화 | 수 | 목 | 금 | 토 |
|     |    | 1  | 2  | 3  | 4  | 5  |
| 6   | 7  | 8  | 9  | 10 | 11 | 12 |
| 13  | 14 | 15 | 16 | 17 | 18 | 19 |
| 20  | 21 | 22 | 23 | 24 | 25 | 26 |
| 27  | 28 | 29 | 30 |    |    |    |

| 10월 |    |    |    |    |    |    |
| 일   | 월 | 화 | 수 | 목 | 금 | 토 |
|      |    |    |    | 1  | 2  | 3  |
| 4    | 5  | 6  | 7  | 8  | 9  | 10 |
| 11   | 12 | 13 | 14 | 15 | 16 | 17 |
| 18   | 19 | 20 | 21 | 22 | 23 | 24 |
| 25   | 26 | 27 | 28 | 29 | 30 | 31 |

| 11월 |    |    |    |    |    |    |
| 일   | 월 | 화 | 수 | 목 | 금 | 토 |
| 1    | 2  | 3  | 4  | 5  | 6  | 7  |
| 8    | 9  | 10 | 11 | 12 | 13 | 14 |
| 15   | 16 | 17 | 18 | 19 | 20 | 21 |
| 22   | 23 | 24 | 25 | 26 | 27 | 28 |
| 29   | 30 |    |    |    |    |    |

| 12월 |    |    |    |    |    |    |
| 일   | 월 | 화 | 수 | 목 | 금 | 토 |
|      |    | 1  | 2  | 3  | 4  | 5  |
| 6    | 7  | 8  | 9  | 10 | 11 | 12 |
| 13   | 14 | 15 | 16 | 17 | 18 | 19 |
| 20   | 21 | 22 | 23 | 24 | 25 | 26 |
| 27   | 28 | 29 | 30 | 31 |    |    |

### 음양력 대조 일람
| 음력월 | 월건 | 대소 | 음력 1일의 양력 월일 | 음력 1일 간지 |
| ------ | ---- | ---- | -------------------- | ------------- |
| 1월    | 임인 | 소   | 2월 4일              | 경술          |
| 2월    | 계묘 | 대   | 3월 4일              | 기묘          |
| 3월    | 갑진 | 대   | 4월 3일              | 기유          |
| 4월    | 을사 | 소   | 5월 3일              | 기묘          |
| 5월    | 병오 | 소   | 6월 1일              | 무신          |
| 6월    | 정미 | 대   | 6월 30일             | 정축          |
| 7월    | 무신 | 소   | 7월 30일             | 정미          |
| 8월    | 기유 | 소   | 8월 28일             | 병자          |
| 9월    | 경술 | 대   | 9월 26일             | 을사          |
| 10월   | 신해 | 소   | 10월 26일            | 을해          |
| 11월   | 임자 | 대   | 11월 24일            | 갑진          |
| 12월   | 계축 | 대   | 12월 24일            | 갑술          |